# Departamento de San Antonio, Río Negro
Departamento de San Antonio är en kommun i Argentina.   Den ligger i provinsen Río Negro, i den södra delen av landet, 900 km sydväst om huvudstaden Buenos Aires.
Omgivningarna runt Departamento de San Antonio är i huvudsak ett öppet busklandskap. Trakten runt Departamento de San Antonio är nära nog obefolkad, med mindre än två invånare per kvadratkilometer.